# Аль-Хасан II ібн Аль-Касім
Аль-Хасан II ібн аль-Касім Канун (араб. الحسن الثاني بن القاسم كنون; д/н–985) — останній імам і султан держави Ідрісидів у Магрибі в 954—974 роках.

## Життєпис
Син імама і султана Аль-Касіма. Після зречення брата Ахмада у 954 році став новим імамом і султаном. Підтвердив зверхність Кордовського халіфату, якому офіційно передав Танжер з навколишньою територією.
Фактично панував над областю між Арзілою і Басрою та Ер-Рифом. У 958 році внаслідок поразки Кордовського халіфату у війні проти Фатімідів мусив визнати зверхність останніх. Невдовзі допоміг Фатімідам захопити Танжер.
У 972 році війська Кордовського халіфату вдерлися до Магрибу. Втім у битві біля Махрану Аль-Хасан II зумів завдати кордовській армії тяжкої поразки. Але вже у 973 році імам зазнав поразки й утік до фортеці Ель-Ксар-ель-Кебір. У 974 році після кількамісячної облоги вимушений був здатися. Його було відправлено до Кордови, а володіння Ідрісидів приєднано до Кордовського халіфату.
Згодом зумів перебратися до Каїра, де у 985 році отримав дозвіл відновитися на троні. З військом прибув до Магрибу, де зазнав поразки, потрапив у полон й був страчений.